# 吴云天
吴云天（1959年—），辽宁海城人，汉族，中华人民共和国政治人物、第十二届全国人民代表大会甘肃地区代表。
毕业于北方交通大学建筑与土木工程专业。加入中国共产党。担任兰州铁路局局长。2008年起担任全国人大代表。2013年，担任全国人大代表。